# 格武希察
格武希察是波蘭的城鎮，位於該國西南部，距離首府弗罗茨瓦夫69公里，由下西里西亞省負責管轄，面積16.21平方公里，2007年人口6,999。第二次世界大戰期間，納粹德國在該鎮設立集中營。
50°41′N 16°22′E / 50.683°N 16.367°E